# Louis-Paul-Armand Simonneaux
Louis-Paul-Armand Simonneaux (Servon-sur-Vilaine, 19 gennaio 1916 – Versailles, 22 gennaio 2009) è stato un vescovo cattolico francese, vescovo di Versailles dal 1967 al 1988.

## Biografia
Nacque a Servon-sur-Vilaine, in Bretagna, il 19 gennaio 1916.

### Formazione e ministero sacerdotale
Frequentò dapprima il seminario di Châteaugiron, poi il seminario maggiore di Rennes, recandosi successivamente a Roma presso il Seminario francese e in seguito la Pontificia Università Gregoriana. 
Il suo corso di studi fu segnato dal servizio militare, svolto dal 1937 al 1939, e dallo scoppio della Seconda guerra mondiale: fatto prigioniero, fu condotto in Germania, dove fu liberato nel 1945. Riprese quindi gli studi, laureandosi in lettere alla Sorbona e ottenendo il dottorato in teologia all'Istituto cattolico di Parigi. 
Fu ordinato presbitero il 10 marzo 1946 dal cardinale Emmanuel Suhard, arcivescovo di Parigi, iniziando il suo ministero come cappellano studentesco. Successivamente ricevette numerosi incarichi, tra cui il catecumenato degli adulti e il coordinamento di un settore della Missione operaia, fino a essere nominato vicario generale dell'arcidiocesi di Rennes il 15 giugno 1962.

### Ministero episcopale
Il 30 settembre 1967 papa Paolo VI lo nominò vescovo di Versailles, ricevendo la consacrazione episcopale il 26 novembre successivo nella cattedrale di Versailles dall'arcivescovo Paul Joseph Marie Gouyon, arcivescovo metropolita di Rennes, co-consacranti i vescovi Jean-Pierre-Georges Dozolme, vescovo di Le Puy-en-Velay, e Albert-Georges-Yves Malbois, vescovo di Corbeil. Quello stesso giorno prese possesso della diocesi.
Durante il suo episcopato alla diocesi di Versailles furono aggregate le parrocchie del dipartimento dell'Yvelines, distaccate dall'arcidiocesi di Parigi, per cui decise la riorganizzazione della diocesi stessa in quattro vicariati e l'edificazione di ventisette nuove chiese. Fu chiamato inoltre ad attuare i decreti emanati dal Concilio Vaticano II e ad affrontare le resistenze ad esso: nel 1985, in seguito all'occupazione della parrocchia di Port-Marly da parte di un gruppo di tradizionalisti, autorizzò la celebrazione della messa tridentina. 
Il 4 giugno 1988 papa Giovanni Paolo II accettò la sua rinuncia al governo pastorale della diocesi; gli succedette Jean-Charles Thomas, vescovo coadiutore della medesima diocesi dal dicembre 1986. Da vescovo emerito si ritirò a Rennes, dove fu cappellano in una clinica, poi si trasferì nella casa di riposo Saint-Louis di Versailles, da lui creata. Lì morì il 22 gennaio 2009 all'età di 93 anni.

## Genealogia episcopale e successione apostolica
La genealogia episcopale è:
- Cardinale Guillaume d'Estouteville, O.S.B.Clun.
- Papa Sisto IV
- Papa Giulio II
- Cardinale Raffaele Sansone Riario
- Papa Leone X
- Papa Paolo III
- Cardinale Francesco Pisani
- Cardinale Alfonso Gesualdo di Conza
- Papa Clemente VIII
- Cardinale Pietro Aldobrandini
- Cardinale Laudivio Zacchia
- Cardinale Antonio Barberini, O.F.M.Cap.
- Cardinale Nicolò Guidi di Bagno
- Arcivescovo François de Harlay de Champvallon
- Cardinale Louis-Antoine de Noailles
- Vescovo Jean-François Salgues de Valderies de Lescure
- Arcivescovo Louis-Jacques Chapt de Rastignac
- Arcivescovo Christophe de Beaumont du Repaire
- Cardinale César-Guillaume de la Luzerne
- Arcivescovo Gabriel Cortois de Pressigny
- Arcivescovo Hyacinthe-Louis de Quélen
- Vescovo Louis-Charles Féron
- Vescovo Pierre-Alfred Grimardias
- Cardinale Guillaume-Marie-Romain Sourrieu
- Cardinale Léon-Adolphe Amette
- Arcivescovo Benjamin-Octave Roland-Gosselin
- Cardinale Paul-Marie-André Richaud
- Cardinale Paul Joseph Marie Gouyon
- Vescovo Louis-Paul-Armand Simonneaux

La successione apostolica è:
- Vescovo Yves-Marie-Henri Bescond (1971)